# راوند فلسطيني
راوند فلسطيني (الاسم العلمي:Rheum palaestinum) هو نوع غير مؤكد من النباتات يتبع جنس الراوند من الفصيلة البطباطية.